# Suberites massa
Suberites massa är en svampdjursart som beskrevs av Giovanni Domenico Nardo 1847. Suberites massa ingår i släktet Suberites och familjen Suberitidae. Inga underarter finns listade i Catalogue of Life.